# Trichilia ramalhoi
Trichilia ramalhoi är en tvåhjärtbladig växtart som beskrevs av Carlos Toledo Rizzini. Trichilia ramalhoi ingår i släktet Trichilia och familjen Meliaceae. Inga underarter finns listade i Catalogue of Life.